# Артур Меєр (юрист)
Артур Меєр (нім. Arthur Meyer; 28 липня 1884, Мезер — 23 травня 1970, Вісбаден) — німецький військовий юрист, доктор права, генерал-штабсінтендант вермахту.

## Біографія
В 1904 році закінчив гімназію Фрідріха-Вільгелма в Кенігсберзі-ін-дер-Ноймарк і того ж року вступив в Тюбінгенський універиситет. 31 травня 1905 року вступив в студентський корпус «Боруссія-Тюбінген». Під час літнього семестру 1906 року перейшов в Мюнхенський університет. Із зимового семестру 1906/07 по зимовий семестр 1907/08 навчався в університеті Грайфсвальда. В 1908 році склав іспит референдара і отримав докторський ступінь.
В 1911 році вступив у військову адміністрацію Прусської армії. З 1913 року — референдар інтентантури 8-го армійського корпусу в Кобленці. Учасник Першої світової війни, головний інтендант 8-ї, 121-ї, 224-ї і 28-ї піхотних дивізій.
В 1920 році склав іспит асесора і того ж року вступив урядовим радником в Імперське управління активами в окупованій Рейнській області. З 1929 року — старший урядовий радник. В 1930 році переведений в 6-й військовий округ. З 1934 року — головний інтендант 1-го армійського корпусу. В 1936 році переведений в 12-й військовий округ. В 1940/42 роках — головний інтендант армії. Учасник Французької кампанії і Німецько-радянської війни. Був взятий в полон. В 1947 році звільнений.

## Нагороди
- Залізний хрест 2-го і 1-го класу
- Орден дому Саксен-Ернестіне, лицарський хрест 1-го класу з мечами
- Хрест Фрідріха
- Ганзейський хрест (Бремен)
- Почесний хрест ветерана війни з мечами (1934)
- Медаль «За вислугу років у Вермахті» 4-го, 3-го, 2-го і 1-го класу (18 років; 2 жовтня 1936) — отримав 3 нагороди одночасно.
- Хрест Воєнних заслуг 2-го і 1-го класу з мечами